# 中国人民解放军陆军第三综合训练基地
中国人民解放军陆军第三综合训练基地，机关驻地广东省广州市花都区，隶属中国人民解放军南部战区陆军。

## 沿革
2005年2月3日，中国人民解放军广州军区兵种训练基地成立，广州军区政委杨德清、参谋长房峰辉、广州市副市长苏泽群、中共广州市花都区委书记陈国、清远市市长陈家记等领导到会。会议宣布了该基地组建命令以及基地领导班子任职命令，杨德清政委向基地授军旗并致辞，广州市副市长苏泽群和清远市市长陈家记讲话。广州军区兵种训练基地由广州军区坦克乘员训练团和工程兵训练大队合并组建成立。
2017年，在深化国防和军队改革中，广州军区兵种训练基地等单位调整组建中国人民解放军陆军第三综合训练基地。

## 历任领导
中国人民解放军广州军区兵种训练基地
| 司令员 - 李六元（？—？） - 王浩（？—？） | 政治委员 - 程培明（？—？） |

中国人民解放军陆军第三综合训练基地
| 主任 - [[]]（2017年—） | 政治委员 - [[]]（2017年—） |